# 러빙유 (드라마)
《러빙유》는 2002년 7월 29일부터 2002년 9월 3일까지 방송했던 KBS 2TV 월화 드라마로 제주도를 배경으로 했다.

## 줄거리
이혁은 자신의 목숨을 구해준 은인이 조수경으로 알고 있지만 사실은 진다래다. 우여곡절 끝에 혁과 다래는 연인이 되지만 둘 사이에는 부모 대의 악연이 있다.

## 등장 인물
- 박용하 : 이혁 역
- 유진 : 진다래 역
- 이유리 : 조수경 역
- 이동욱 : 이민 역
- 김세아 : 안미미 역
- 김지훈 : 최성욱 역
- 박근형 : 이창완 역
- 정동환 : 진 부장 역
- 선우은숙 : 고영란 역
- 김규철 : 강윤수 역
- 정은표 : 도형근 역
- 이기철
- 김관기
- 권오민

## 수상
- 2002년 KBS 연기대상 남자 우수상 박용하
- 2002년 KBS 연기대상 여자 인기상 유진
- 2002년 KBS 연기대상 여자 신인상 이유리

## 참고 사항
- 이건준 PD는 《러빙유》로 처음 연속극 드라마 프로그램 연출을 맡았다.
- 당초 《인어공주》였으나 MBC 일일 드라마 《인어 아가씨》와 제목이 유사하다는 이유로 MBC 측과 갈등을 빚었으며[1], 《러빙유》로 제목을 변경하였다.[2]
- 방영 전 남자 주인공 이혁 역할의 캐스팅 문제로 어려움을 겪었는데 이정진이 물망에 올랐으나 박용하가 낙점됐다.
- 집단 패싸움과 집단 구타 등의 폭력 장면을 자주 내보내고[3], 삼각관계를 벌이는 비정상적 사랑을 다루어 비난을 샀다.
- 이복 형제가 한 여자를 사랑하고 위기에서 자신을 구해준 여인을 오인하는 설정 등이 KBS 2TV 월화 드라마 《겨울연가》, SBS 수목 드라마 《토마토》를 합쳐 놓은 것 같다는 지적을 받았다.